# أولاد علي بن حمو (أولاد سالم)
أولاد علي بن حمو هو دُوَّار يقع بجماعة الدريوش، إقليم الدريوش، جهة الشرق في المملكة المغربية. ينتمي الدوّار لمشيخة أولاد سالم التي تضم 12 دوار. يقدر عدد سكانه بـ 1352 نسمة حسب الإحصاء الرسمي للسكان والسكنى لسنة 2004.

## روابط خارجية
- البوابة الوطنية للجماعات الترابية
- المندوبية السامية للتخطيط